# 井中那智麻
井中那智麻（日语：井中 だちま），日本作家。出身於日本靜岡縣。

## 經歷
高中畢業後前往東京並就讀有關吉他製作的專門學校。之後於澳洲留學三個月，並利用工作假期簽證在紐西蘭居住九個月。期間作為背包客在當地四處旅行，激發了他成為作家的動機。
回到日本後即向多個文學獎項投稿作品，並在2016年以《普通攻擊是全體二連擊，這樣的媽媽你喜歡嗎？》獲得第29屆Fantasia大賞的「大賞」。該小說是他的出道作品。

## 作品
- 《普通攻擊是全體二連擊，這樣的媽媽你喜歡嗎？》（2017年1月－2020年4月，富士見Fantasia文庫，全11巻）
  - 第29屆Fantasia大賞得獎作品。分別於2017年9月和2019年7月改編為漫畫和動畫。